# Sueiro (Culleredo)
Sueiro(llamada oficialmente Santo Estevo de Sueiro) es una parroquia española del municipio de Culleredo, en la provincia de La Coruña, Galicia.

## Geografía
Sueiro es la cuarta parroquia menos poblada del municipio de Culleredo (395 habitantes en 2021) debido fundamentalmente a su pequeño tamaño (es la segunda parroquia más pequeña de Culleredo), lo cual hace que, aun así, su densidad poblacional sea elevada. Se localiza en la fértil vega del río Valiñas, en su margen meridional, a 1 km de la carretera nacional de La Coruña a Vigo.

## Entidades de población
Entidades de población que forman parte de la parroquia:
- Barrio
- Fornos
- Goiente
- Vilar (O Vilar)
- Os Condes
- Valiñas

## Demografía
| Gráfica de evolución demográfica de Sueiro entre 2000 y 2023 |
|                                                              |
| Datos según el nomenclátor publicado por el INE.             |

## Patrimonio
- Castro de Sueiro
- Iglesia parroquial de San Esteban de Sueiro

## Festividades
- Fiesta de las madres

La Fiesta de las Madres es una celebración comunitaria que se lleva a cabo el domingo siguiente al Día de la Madre. Es organizada por la Asociación de Vecinos y está especialmente dedicada a honrar a las madres de la comunidad. En 2017 tuvo lugar su primera edición y la idea surgió de dos vecinos de la parroquia y pertenecientes a la asociación, Daniel y David.
El acto principal de la fiesta es una comida, a la que las madres de la asociación están invitadas y pueden asistir sin coste alguno. Este gesto busca reconocer y agradecer el papel fundamental que desempeñan las madres en el núcleo familiar y en la comunidad.
Además de la comida, la asociación organiza diversas actividades para que las madres y sus familias puedan disfrutar de un día completo de celebración. Se inicia con una misa en la Iglesia parroquial para continuar con música en vivo antes y después de la comida, lo que hace que la fiesta dure todo el día y parte de la noche.
La Fiesta de las Madres se ha convertido en una tradición esperada por toda la parroquia, ofreciendo un espacio de encuentro y celebración que fortalece los lazos vecinales. Es una muestra del esfuerzo colectivo y del compromiso de la Asociación de Vecinos por reconocer y valorar el rol de las madres, además de contribuir a fortalecer la cohesión social al reunir a los vecinos en una celebración común donde se fomenta un sentido de pertenencia y espíritu comunitario.